# Abacetus michaelseni
Abacetus michaelseni là một loài bọ chân chạy thuộc phân họ Pterostichinae. Loài này được Kuntzen mô tả lần đầu năm 1919.